# قاعدة المنهاد الجوية
قاعدة المنهاد الجوية (إياتا: NHD، إيكاو: OMDM) هو مطار عسكري يقع في إمارة دبي. يبعد المطار 15 ميل (24 كم) جنوب دبي ويشغل من قبل القوات الجوية الإماراتية.
وهي حاليًا المقر الرئيسي لقوة المهام المشتركة 633 التابعة لقوات الدفاع الأسترالية وتدعم العمليات الأسترالية في الشرق الأوسط. كانت القاعدة "مركزًا بالغ الأهمية لشركاء التحالف/قوة المساعدة الأمنية الدولية في أفغانستان، بما في ذلك الأستراليون والهولنديون والكنديون والبريطانيون والنيوزيلنديون".
اعتبارًا من مارس 2024، تستضيف القاعدة الجوية أيضًا منشأة عمليات الدعم البريطانية الدائمة دونيلي لاينز.

## قوات التحالف
يُعتقد أن العديد من الدول الأجنبية المتحالفة مع الإمارات العربية المتحدة استخدمت قاعدة المنهاد الجوية منذ أوائل العقد الأول من القرن الحادي والعشرين لدعم سلسلة الإمداد اللوجستي لعملياتها العسكرية في أفغانستان. يعد استخدام قاعدة المنهاد الجوية مسألة حساسة بالنسبة لحكومة الإمارات العربية المتحدة، التي تفرض اتفاقية دبلوماسية تنص على أن جيوش الحكومات الأجنبية لا تعلن عن الدولة المضيفة أو موقع عملياتها في الإمارات العربية المتحدة بسبب "الحساسيات المحلية" بشأن السماح بوجود عسكري أجنبي داخل حدودها.

## وصلات خارجية
- Al Minhad Air Base at GlobalSecurity.org
- حالة الطقس في قاعدة المنهاد الجوية.